# Janusz Mrowiec
Janusz Mrowiec (ur. 1 stycznia 1946 w Bytomiu) – polski politolog, wykładowca wyższej uczelni i dyplomata, ambasador w Senegalu (1996–2000), Gwinei (1997–2000), Mali i Gambii (1997–2001) oraz Algierii (2002–2006).

## Życiorys
Absolwent Uniwersytetu Śląskiego (1971). Doktor nauk humanistycznych specjalność stosunki międzynarodowe. Zajmuje się problematyką międzynarodową w organizacjach społecznych, w działalności publicznej i politycznej. Długoletni wykładowca Szkoły Głównej Planowania i Statystyki, Wyższej Szkoły Komunikowania i Mediów Społecznych w Warszawie (w latach 2005–2008 prorektor ds. naukowo dydaktycznych) oraz Uczelni Vistula. Od 15.IV 2014 roku rektor Akademii Techniczno Artystycznej w Warszawie.
Pracował m.in. w Związku Młodzieży Wiejskiej, Ogólnopolskim Komitecie Pokoju, RWS Prasa-Książka-Ruch. Przedstawiciel Polski na wielu międzynarodowych konferencjach, m.in. Zgromadzeniu Szefów Państw i Rządów OJA, Radzie Ligi RPA, szczytach OCI i CEDEAO. Były dyrektor Sekretariatu Ministra Spraw Zagranicznych. Od 1990 reprezentował Polskę w Senegalu, najpierw jako chargé d’affaires, a od 1996 jako ambasador. Odpowiadał jednocześnie za kontakty z Mali, Gwineą, Gambią. Od 2002 do 2006 ambasador RP w Algierze. W latach 1989–1991 przedstawiciel Prezydenta RP w Komisji Spraw Zagranicznych Sejmu. Uzyskał stopień ambasadora tytularnego.
Za rozwój stosunków polsko-senegalskich odznaczony Grand-Officier de l Ordre national du Lion.